# Pitcairnioideae
Piticairnioidaeae is een botanische naam van een onderfamilie uit de bromeliafamilie (Bromeliaceae). In tegenstelling tot de vele epifyten en lithofyten uit de rest van de bromeliafamilie zijn alle leden (op een paar uitzonderingen na) van deze onderfamilie terrestrisch. Ze komen voor in woestijnachtige gebieden en in regio's op grote hoogte, in voornamelijk Zuid- en Midden-Amerika. Slechts één soort (Pitcairnia feliciana) wordt gevonden in West-Afrika. Deze stamt waarschijnlijk af van zaden die door trekvogels verspreid zijn.

## Beschrijving
De bladeren zijn meestal vlezig met stekels aan de randen. De bloemen ontwikkelen zich meestal tot droge capsules met kleine zaden.
Zoals de meeste planten, en in tegenstelling tot de meeste andere bromelia's, heeft deze onderfamilie een wortelsysteem ontwikkeld voor het verzamelen van water en voedingsstoffen. Ook groeien de bladeren niet altijd in een effectieve beker om water op te vangen zoals in de andere onderfamilies.

## Geslachten
| - Ayensua - Brewcaria - Brocchinia - Connellia - Cottendorfia - Deuterocohnia - Dyckia - Encholirium | - Fosterella - Hechtia - Lindmania - Navia - Pepinia - Pitcairnia - Puya - Steyerbromelia |

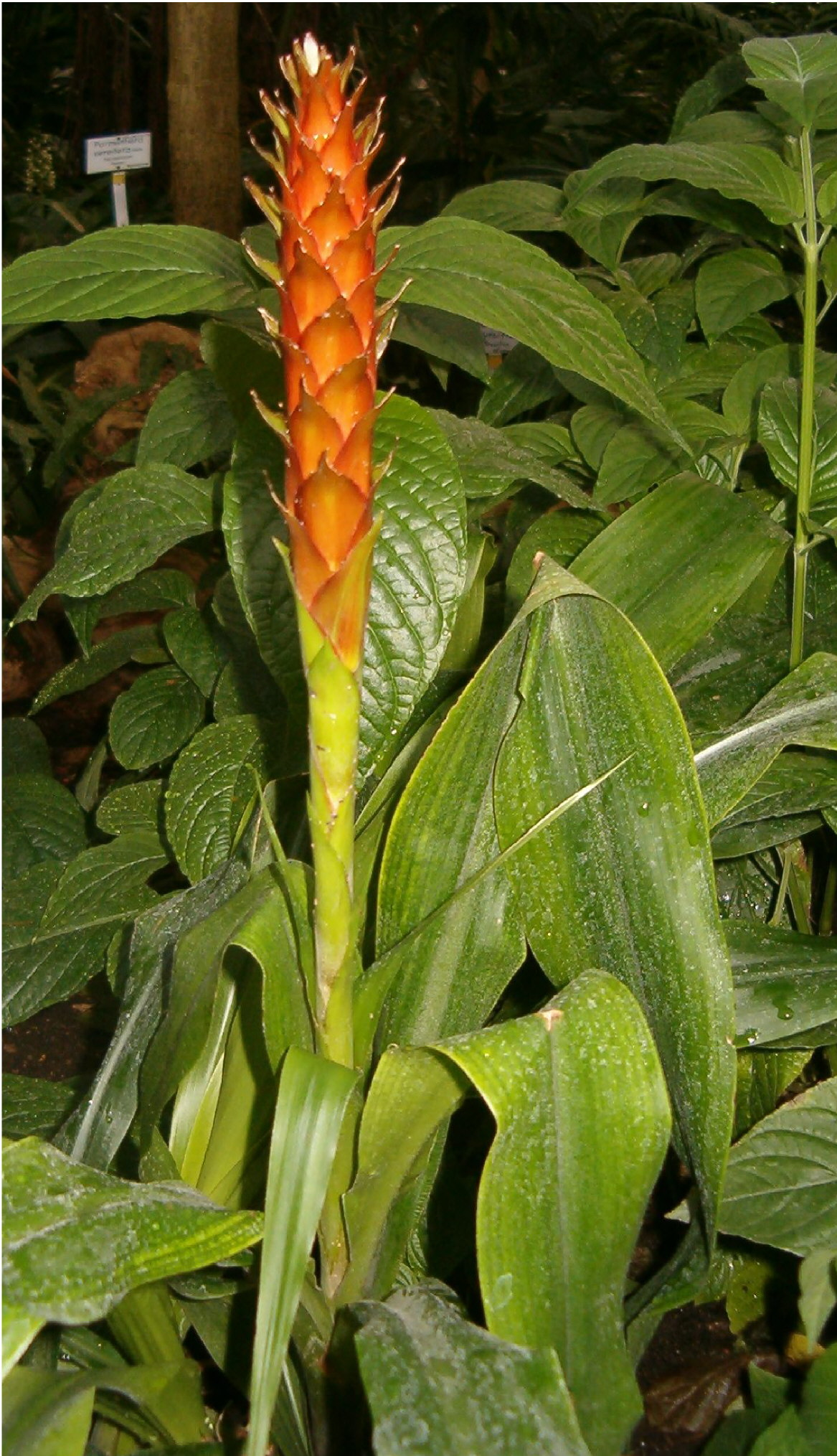
Pitcairnia wendlandii
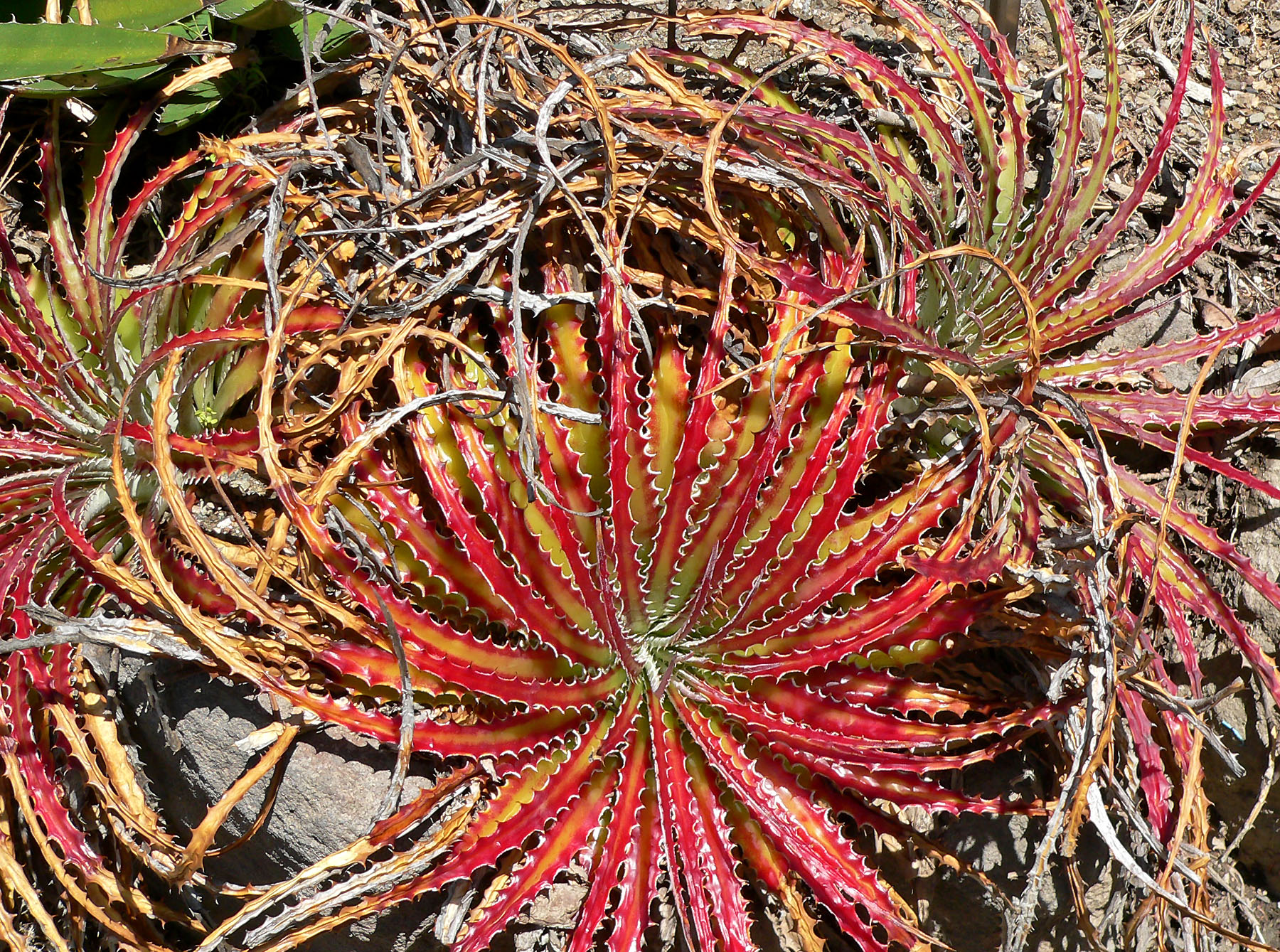
Hechtia texensis
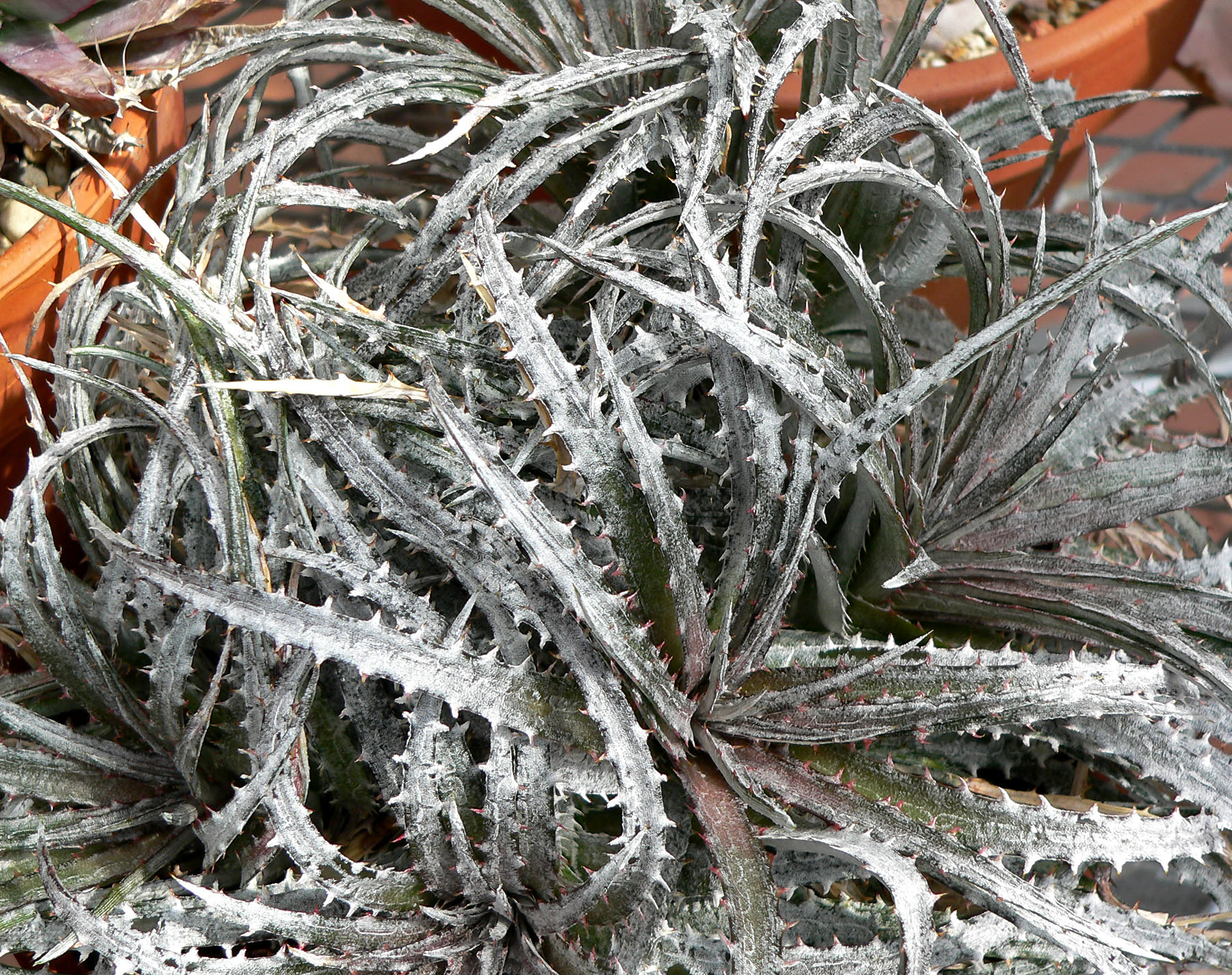
Dyckia fosteriana
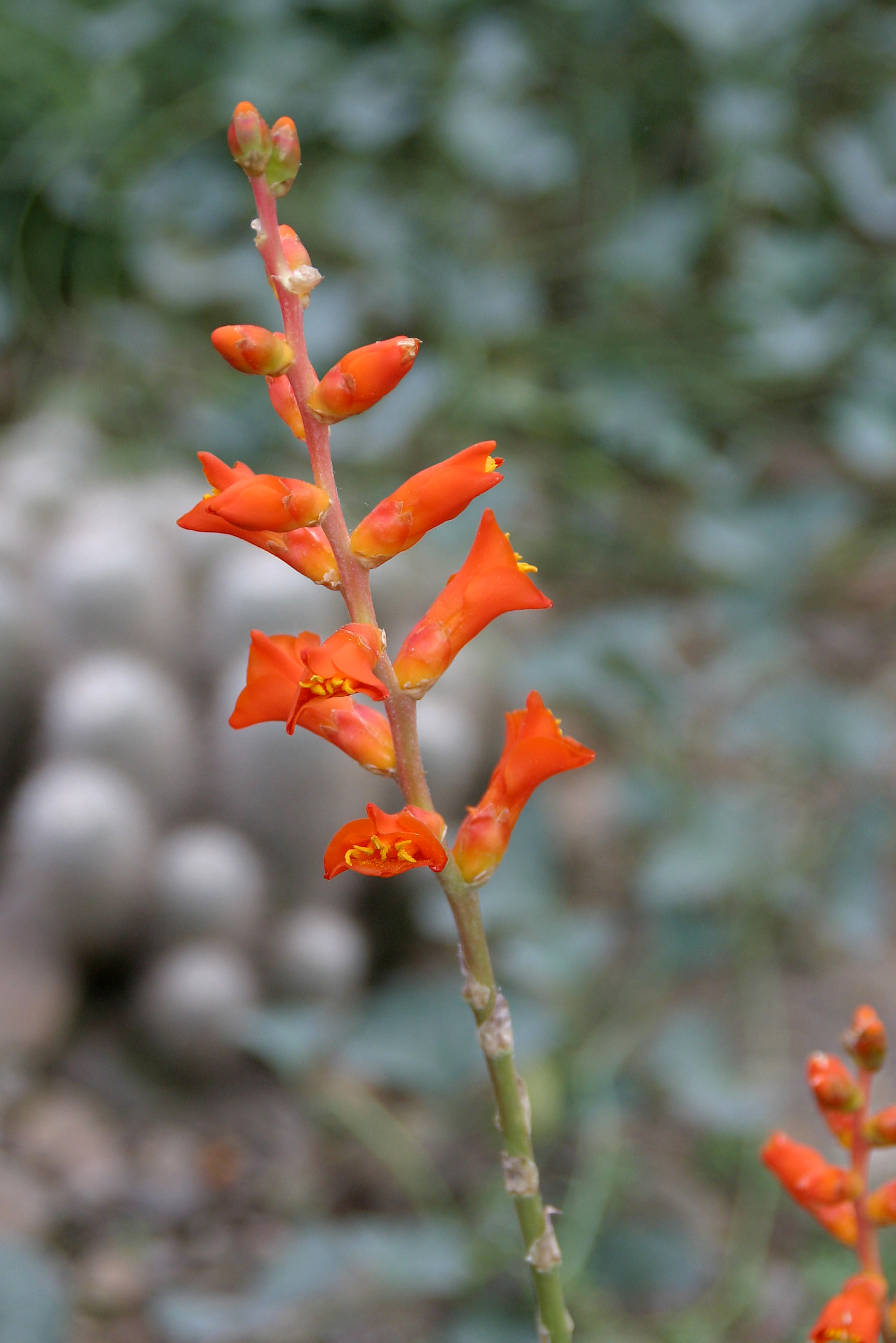
Dyckia rariflora
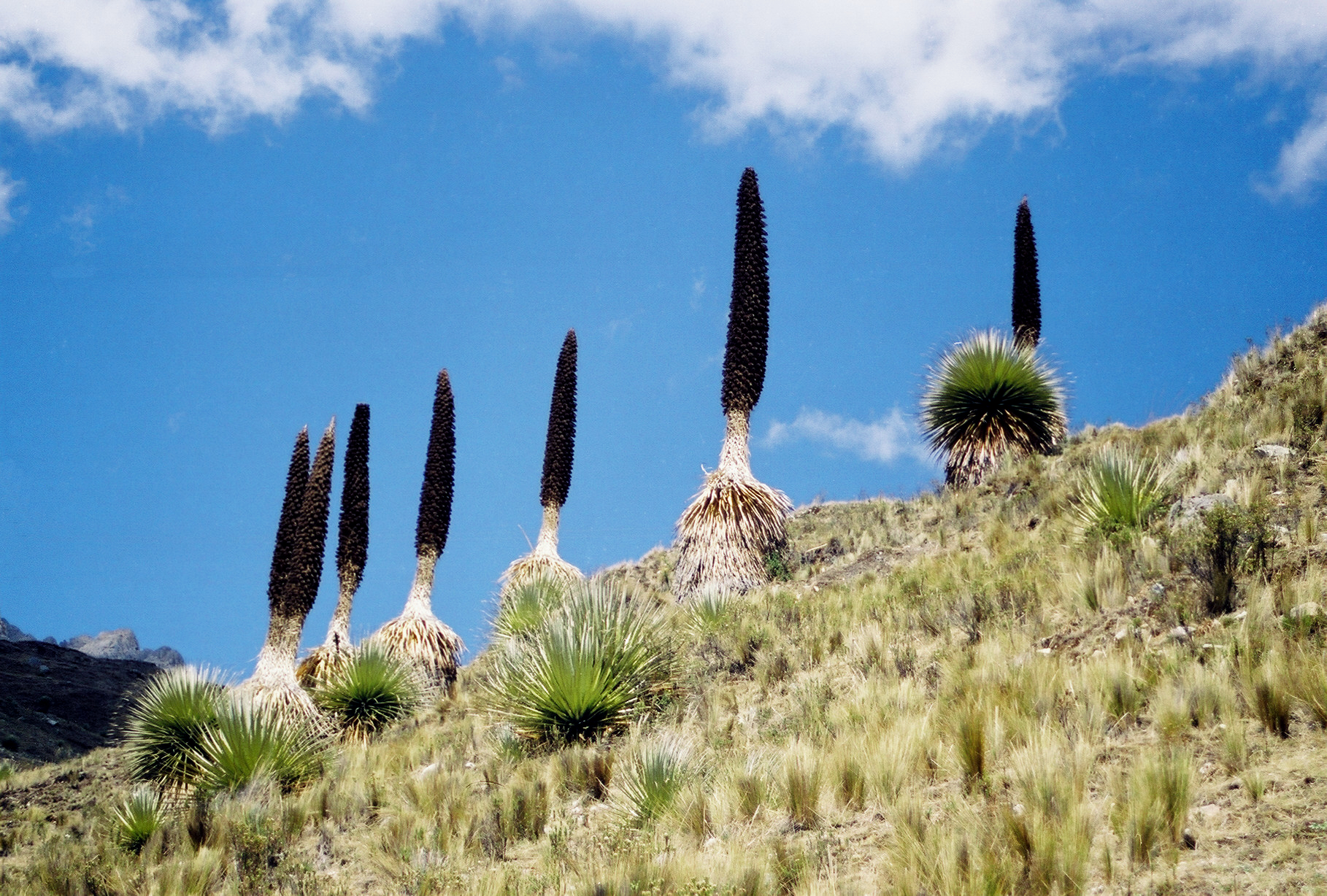
Puya raimondii
Puya berteroniana
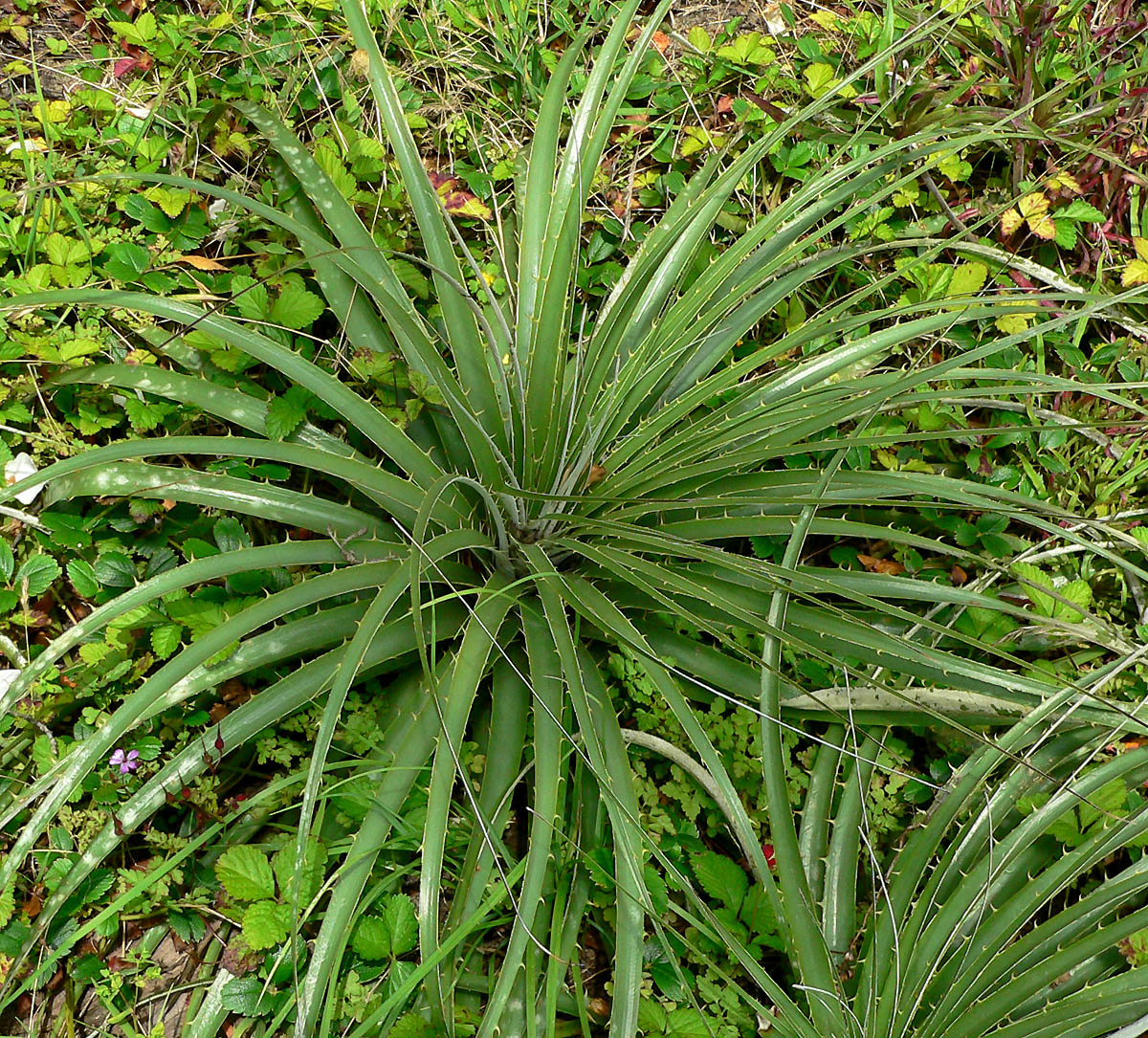
Puya alpestris
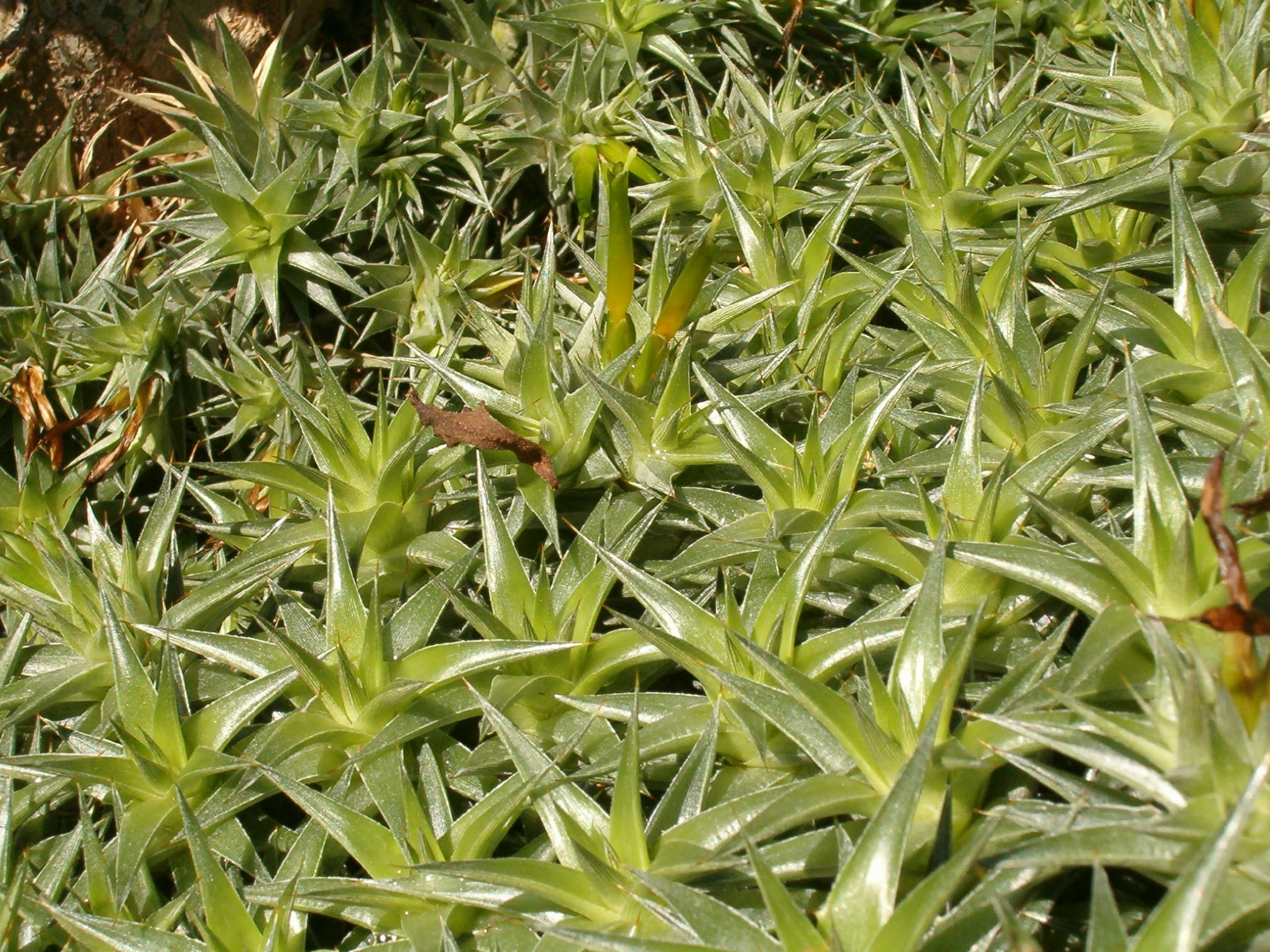
Deuterocohnia lorentziana